# Wilanderlampa
Wilanderlampan var en gasoljelampa, konstruerad av Nils August Wilander, professor i kemi och kemisk teknologi vid Teknologiska institutet 1848-51.
Alla gasoljelampor saknade glas. I lampan var inlagd en svamp, fasthållen av ett metalltrådsgaller. Svampens uppgift var att uppta gasoljan och ge åt densamma en stor avdunstningsyta. I brännarröret var inlagd bomull eller instucken en veke. Lampan tändes genom brännarrörets förvärmning med sprit, och lågan reglerades genom en skjutbar hylsa på brännarröret. Vid lampans släckning sattes över brännarröret en huv, som även hade till uppgift att hindra gasoljans avdunstning. Den av Wilander konstruerade lampan användes för Stockholms ytterbelysning i de yttre stadsdelarna under omkring 30 år och efterträdde de tidigare hampoljelamporna. Den började användas 1866. 1874 fanns 483 stycken och 1893 ännu 240 stycken. 1895 förändrades de till fotogenlampor. Wilanderlampan förbrukade omkring 4,5 cl. gasolja per timme.